# イー・トレード
イー・トレード・フィナンシャル・コーポレイション（英語: E*Trade Financial Corporation、NASDAQ: ETFC）は、アメリカ合衆国の金融機関。オンラインでの証券取引仲介業が主な業務である。ニューヨーク州ニューヨーク市に本部を置く。
1982年にカリフォルニア州パロアルトに設立されたTradePlusが前身である。

## 世界でのイー・トレード
2008年現在、アメリカ合衆国、カナダ、イギリス、デンマーク、フィンランド、フランス、ドイツ、スウェーデン、アイスランド、オーストラリア、香港、韓国の12カ国で展開している。
2008年6月30日までは日本でも「SBIイー・トレード証券」の商号で運営していたが、アメリカ本社との契約上、当該国単独での外国進出に難色を示したため、「イー・トレード」の名称使用ライセンスを返上し、2008年7月1日より「E*Tradeグループ」から独立し、「SBI証券」となった。これにより、日本での「イー・トレード」ブランドは消滅した。
2020年2月20日、米大手銀のモルガン・スタンレーが約130億ドルで買収すると発表した。